# کاسکید

رایان گری رادون (متولد ۲۵ فوریه ۱۹۷۱)، که بیشتر با نام هنری خود کاسکید شناخته می شود، دی‌جی، تهیه کننده موسیقی و ریمیکس‌کننده آمریکایی است. دی‌جی تایمز در سال‌های ۲۰۱۱ و ۲۰۱۳ به کاسکید عنوان «بهترین دی‌جی آمریکا» را داده است.